# Gregg Karukas
Gregg Karukas (né le 18 mai 1956) est un compositeur, claviériste et producteur américain.
Il a remporté un Grammy Award dans la catégorie smooth jazz en 2013.

## Discographie solo
- 1987 : The Night Owl, 	Optimism/ now Nightowl
- 1990, 1998 : Key Witness, 	Positive/ now Nightowl
- 1992, 1998 : Sound of Emotion, 	Positive/ now Nightowl
- 1993, 1998 : Summerhouse,	Positive/ now Nightowl
- 1993 : Home for the Holidays, 	Fahrenheit/ now Nightowl
- 1995 : You'll Know It's Me, 	Fahrenheit/ now Nightowl
- 1998 : Blue Touch, 	i.e./Polygram
- 2000 : Nightshift,	N2K
- 2002 : Heatwave,	N-Coded/Warlock
- 2004 : Gregg Karukas (Best of, Japon),	MK Music
- 2005 : Looking Up,	Trippin 'N' Rhythm/ now Nightowl
- 2009 : GK,	Trippin 'N' Rhythm
- 2014 : Soul Secrets,	Nightowl